# تسوجو
تسوجو (بالصينية القديمة: 蹴鞠) هي لعبة صينية قديمة، يتنافس فيها اللاعبون على ركل الكرة عبر فتحة في الشبكة دون استخدام اليدين. وتعد أقدم لعبة تشبه كرة القدم الحديثة، اعترفت بها الفيفا على أنها الشكل الأول لكرة القدم الذي يوجد دليل عليه. تم اختراعها في عهد أسرة هان الصينية حوالي القرن الثاني قبل الميلاد، وتم ذكرها لأول مرة على أنه تمرين عسكري. لعبت هذه اللعبة أيضا في كوريا واليابان وفيتنام.

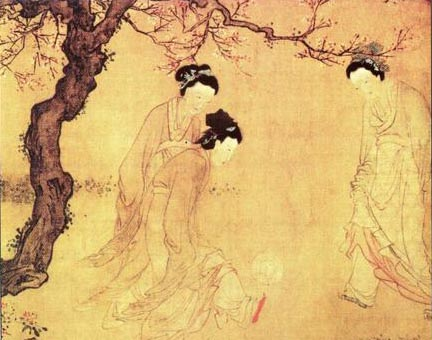
سيدات صينيات يلعبن تتسوجو

## التاريخ
لعبة تسوجو كانت الأولى المذكورة في قوه تشان م (في إطار دولة تشى منطقة Q') وفي وقت لاحق في Qian's سيما' شيجي (تحت سيرة تشين سو)، كتبت خلال عهد اسرة هان.  يدعي البعض ان الامبراطور الأصفر اخترع لعبة لأغراض التدريب العسكري، في حين أن آخرين وضعوا ظهوره في الصين خلال فترة الدول المتحاربة (476-221 قبل الميلاد). في أي حال، من المؤكد أنها موجودة خلال هذه الفترة. والشكل التنافسي لتسوجواستخدم لتدريب اللياقة البدنية للللفرسان العسكريين في حين أن الأشكال الأخرى لعبت للتسلية في المدن الغنية مثل ينتسى. 
خلال عهد اسرة هان (206 ق م إلى 220 م)، فإن شعبية التسوجو انتشرت من الجيش إلى الصالات الملكية والطبقات العليا.  ويقال ان الإمبراطور وو دى هان تمتع بهذه الرياضة. في الوقت نفسه، وحدت العاب تسوجو وتم وضع القوانين لها. مباريات كرة القدم عقدت في كثير من الأحيان داخل القصر الإمبراطوري. وهناك نوع من القاعات تسمى «جو» تشنغ بنيت خصوصاً لمباريات تسوجو، الذي كان له ست وظائف للهدف على شكل هلال في كل نهاية.

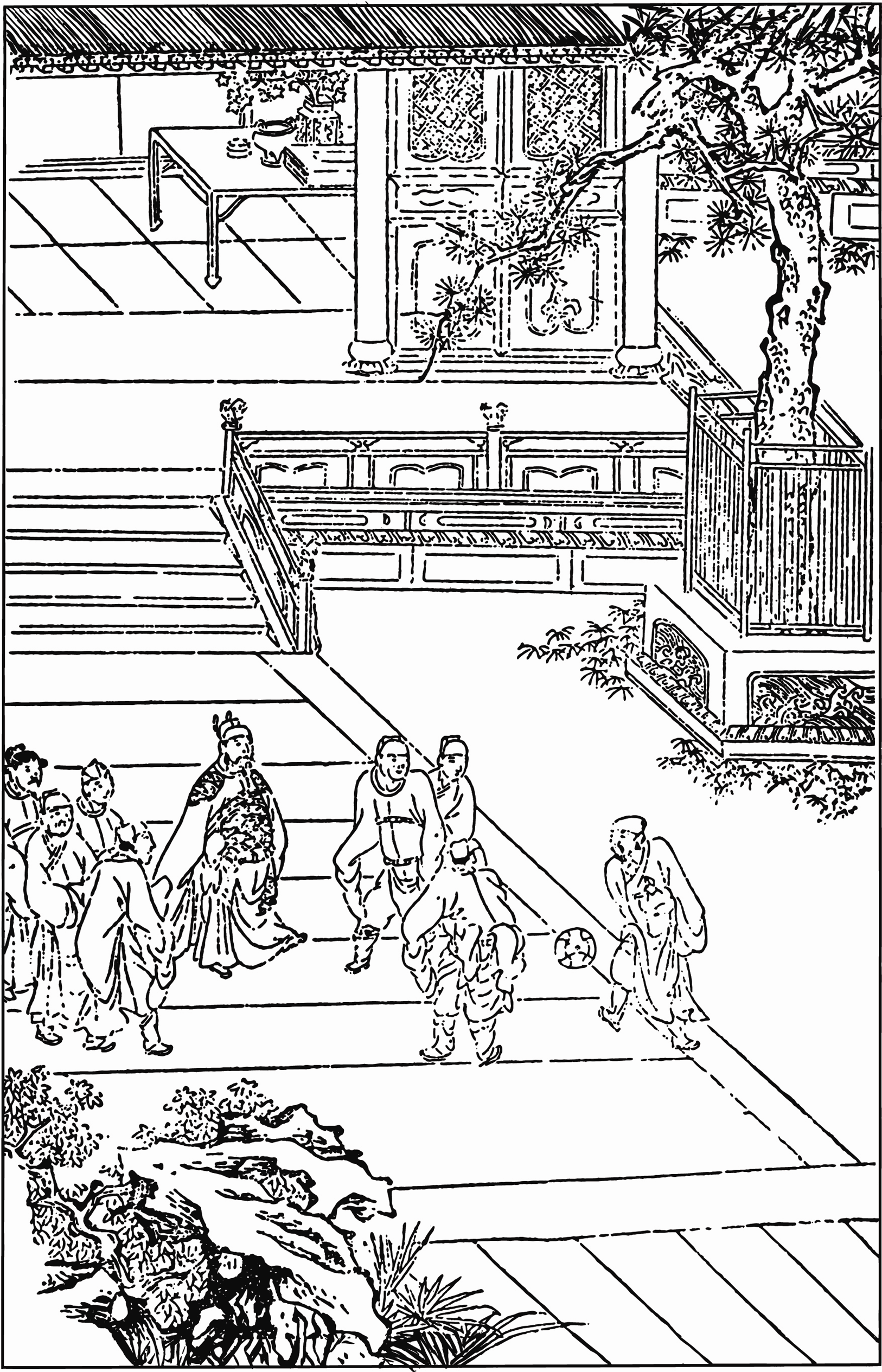
15th القرن اسرة مينغ تصوير تسوجو، من الكتاب المطبوع في الهامش المياه.

وتحسنت هذه الرياضة خلال عهد أسرة تانغ (618-907). أولا وقبل كل شيء، استعيض عن الكرة المحشوة بالريش بكرة مملوءة بالهواء ذات طبقتين من الغطاء. كما أن هناك نوعين مختلفين من مرمى الأهداف برزت منها: واحد كان يتم عن طريق إنشاء مرمى مع شبكة بينها وبين الاخرين يتألف من مجرد مرمى واحد للهدف في منتصف الميدان. واسرة تانغ عاصمة تشانغان كانت مليئة بملاعب كرة القدم تسوجو، في ساحات القصور الكبيرة، وحتى البعض منهم أسس في ارضيات القصر  الجنود الذين ينتمون إلى الجيش الامبراطوري وحرس الطائر الذهبي غالبا ما شكلوا فرق كرة القدم تسوجو لاسعاد الإمبراطور وحاشيته. تحسنت مستويات فرق الإناث أيضاً. تشير السجلات إلى ان هناك مرة واحدة خلال 17 عاما قد هزمت فتاه فريقاً من الجنود العسكريين. أصبحت تسوجو كرة القدم شعبية في أوساط العلماء والمثقفين، وإذا كان يفتقر إلى المهارة في اللعبة، يمكنه ان العفو عن نفسه من خلال التصرف كمسجلٍ للإنجازات.
تسوجو ازدهرت في عهد اسرة سونغ (960-1279) بسبب التنمية الاقتصادية والاجتماعية، وتوسعت شعبيتها في كل فئة في المجتمع. في ذلك الوقت، كان لاعبو تسوجو المحترفون ذو شعبية كبيرة، وبدأت تأخذ هذه الرياضة حوافاً تجارية. انقسم لاعبو تسوجو المحترفون إلى فئتين: واحدة تم تشكيلها وتدريبها للبلاط الملكي (كشفت المرايا النحاسية وفراشي مرمى الأهداف من الاغاني التي صورت غالبا لأداء المحترف)، والآخر يتكون من المدنيين الذين يعيشون كلاعبي تسوجو.
في عهد اسرة سونغ فقط تم تعيين مرمى هدف واحد في وسط الميدان.
اقيمت منظمات تسوجو في المدن الكبيرة وتدعى تشى يوان أو تشي ين—التي تعرف الآن بأقدم نادي محترف للتسوجو—الذي كان أعضاؤه اما عشاق تسوجو أو فنانين محترفين. اللاعبون غير المحترفون يتعينون رسمياً كمحترفين مثل معلميهم ويدفعون الرسوم قبل أن يصبحوا اعضاءً هذه العملية لضمان الدخل للمهنيين، خلافا لتسوجو من سلالة تانغ.

## طرق للعب تسوجو

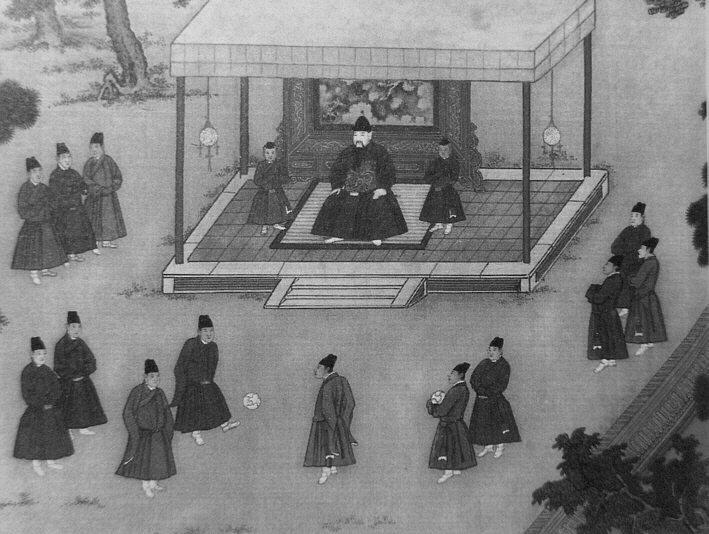
الامبراطور Yongle (r. 1402-1424 م) قي عهد اسرة مينغ مراقبة الخصي المحكمة اللعب تسوجو.

هناك أساسا طريقتان للعب تسوجو: «وقال تشو تشيو» و«باي دا».
«تشو تشيو» كان تؤدى عادةً في اعيادالمحكمة احتفالاً بعيد ميلاد الإمبراطور أو أثناء المناسبات الدبلوماسية. هذه المباراة المنافسة بين فريقين يتألف من 12-16 لاعبين في كل جانب.
«باى دا» هو نمط تسوجو الغالب من عهد اسرة سونغ، الذي يولى اهتماما كبيرا لتطوير المهارات الشخصية. الهدف أصبح مهملاً في هذه الطريقة والملعب قد طوق بالشبكة، مع لاعبين يتناوبون على ركل الكرة داخله. عدد الأخطاء التي يرتكبها اللاعبون هي التي تقرر الفائز. على سبيل المثال، إذا لم يتم تمرير الكرة بعيدا بما فيه الكفاية للوصول إلى لاعبين آخرين، يتم خصم نقاط. إذاركلت الكرة بعيدا جدا، يتم خصم الكثير من النقاط. ركل الكرة منخفضة جداً أو دوران في لحظة خاطئة جميعها تؤدي إلى نقاط أقل. يمكن للاعبين لمس الكرة مع أي جزء من الجسم ما عدا أيديهم ويتراوح عدد اللاعبين في أي مكان بين عامين و 10. في النهاية، يفوز اللعب الذي حصل على درجات أعلى.
بدأت تسوجو بالتراجع خلال اسرة مينغ (1368-1644) بسبب الإهمال، و2،000 عاما من الرياضة تتلاشى ببطء.

## تكهنات

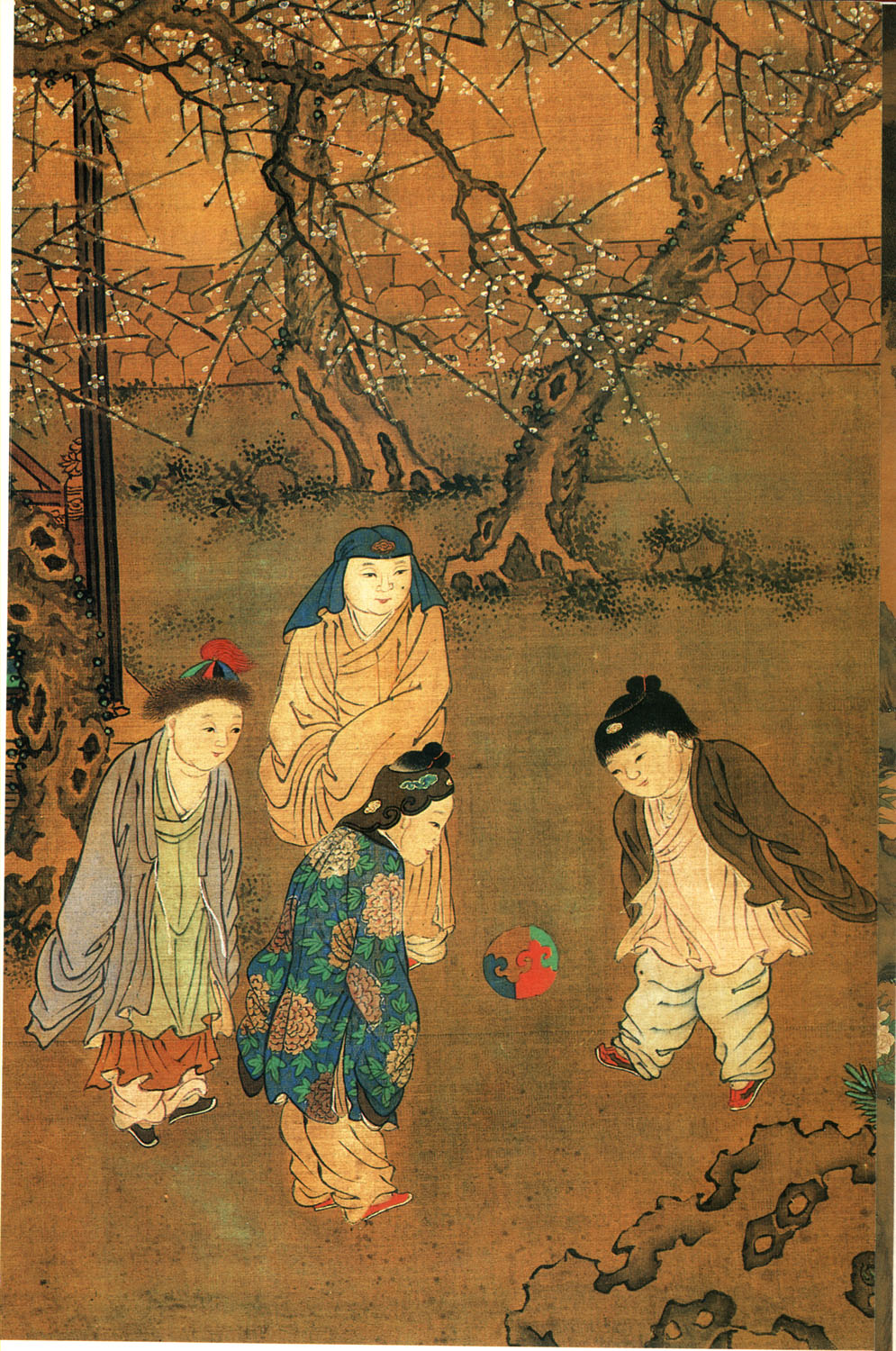
مائة طفل في الربيع لونغ (长春百子图)، لوحة للفنان الصيني سو Hanchen (苏汉臣، 1130 نشاطا - 1160s ميلادية)، واسرة سونغ

وقد قيل إن هذا الإصدار «النسخة البسيطة لكرة القدم كانت موجودة في الصين منذ قرون قبل أن يتم تعديلها واعطائها القواعد من قبل علماء اللغة الإنجليزية لتصبح اتحاد كرة القدم، كما هو معروف اليوم، في منتصف القرن الثامن عشر.»  الفيفا وصفتها بانها «شكل مبكر جداً للعبة ليكون دليل علمي» كرة القدم الحديثة، اتحاد كرة القدم، تم عرضه في الصين حوالي عام 1900. و"الاتحاد الصيني لكرة القدم" (اتحاد كرة الدقم الصيني)، شكل في عام 1924، لم تصبح تابعاً للفيفا حتى عام 1931.

## معرض صور

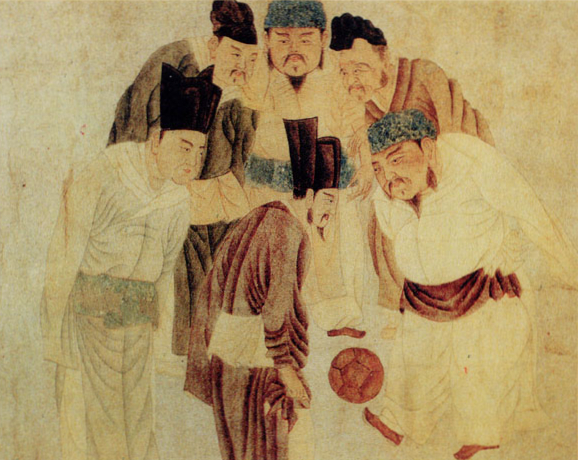
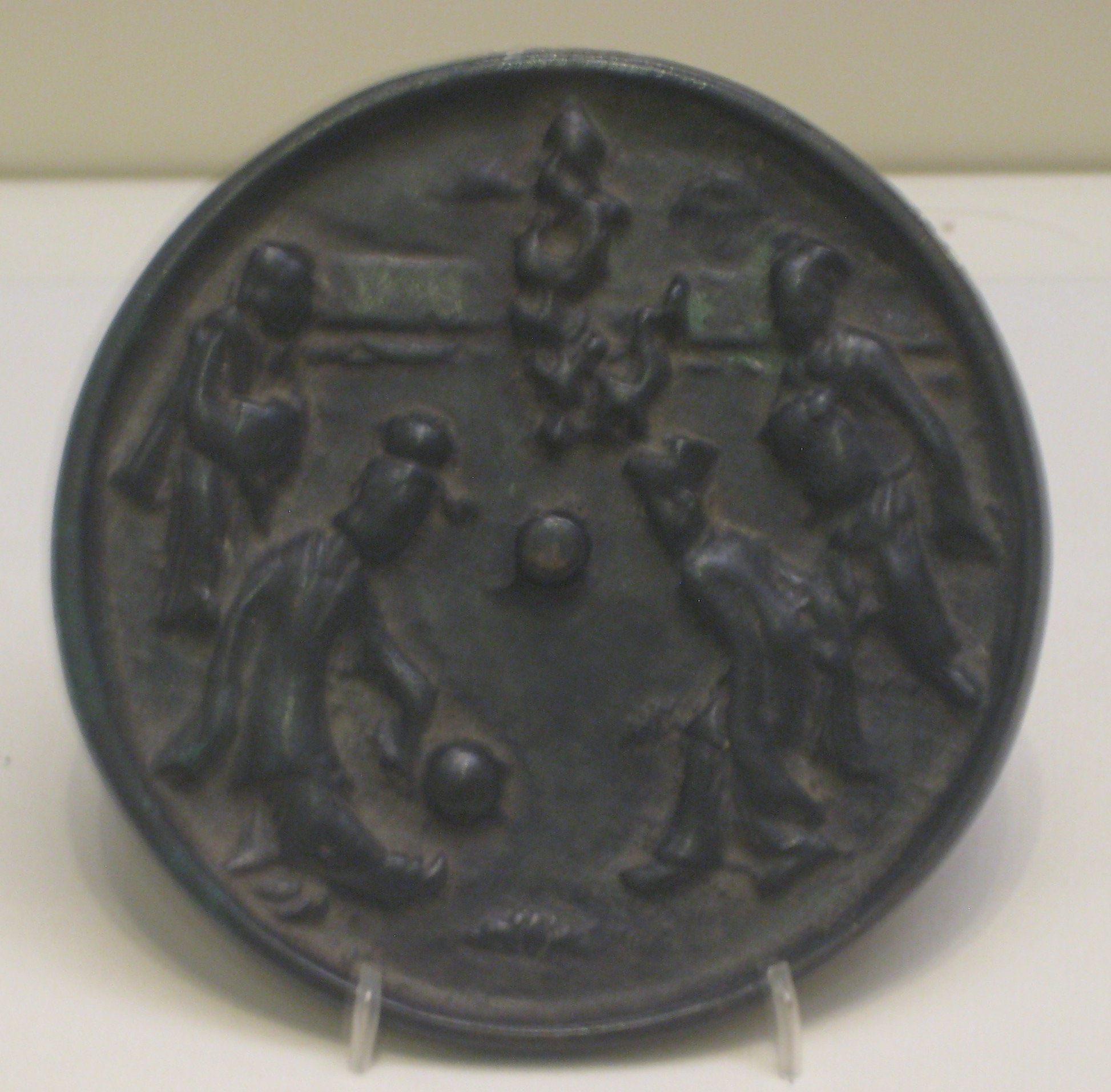
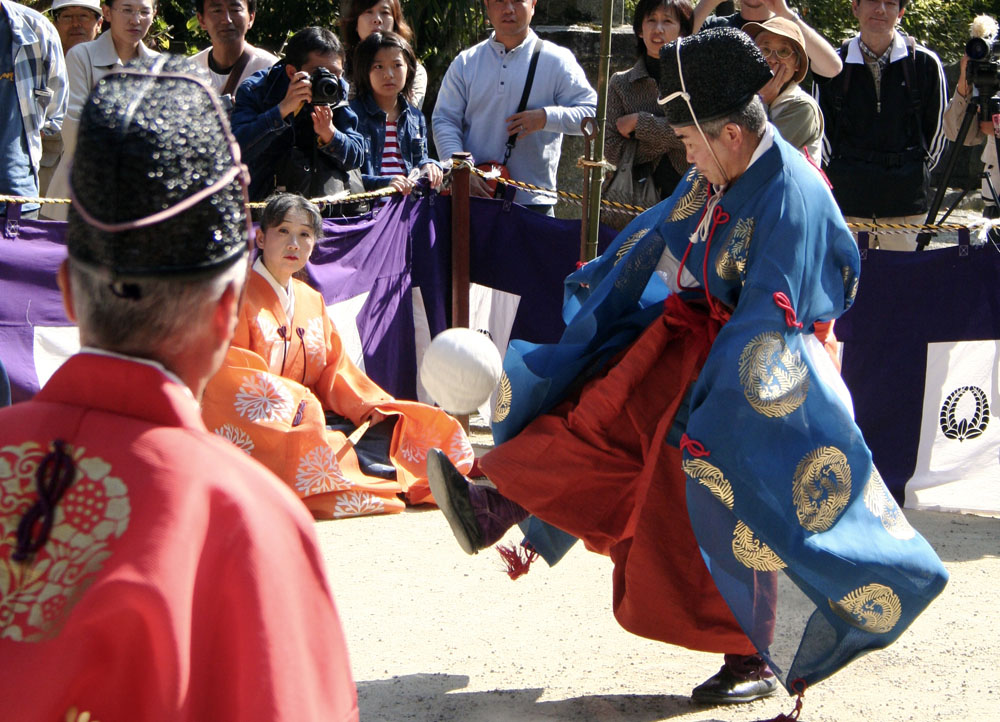
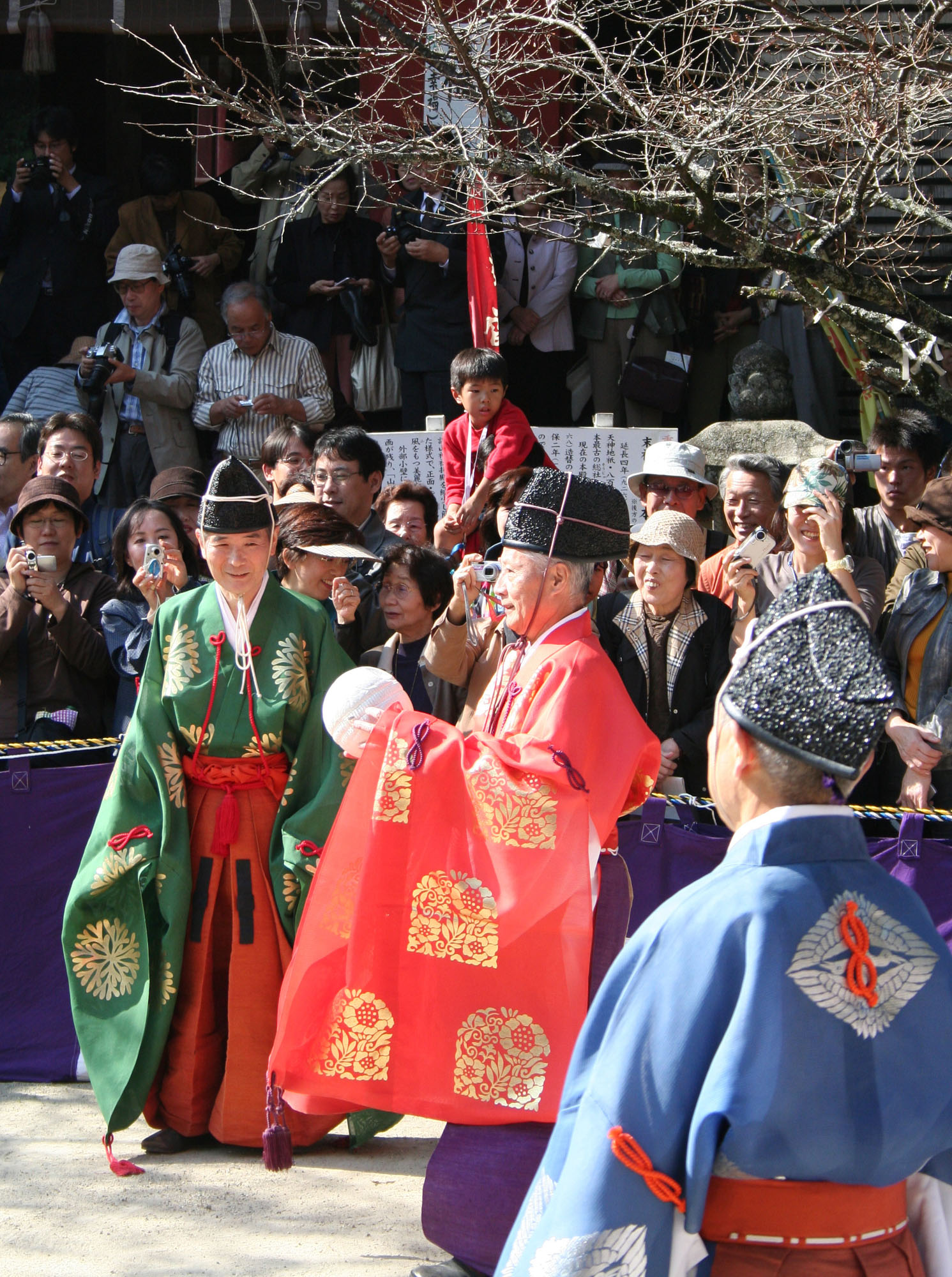